# West op het Regio Songfestival
West is een Nederlandse regio met eigen regionale omroep en kan hierdoor deelnemen aan het Regio Songfestival. De regio beslaat het noordelijke deel van de Nederlandse provincie Zuid-Holland.
De regio neemt al deel aan het festival sinds de start ervan in 2023 en heeft sindsdien aan alle edities deelgenomen. De inzending van West wordt ieder jaar geselecteerd door middel van een preselectie.

## Geschiedenis
In 2023 werd het eerste Regio Songfestival georganiseerd in Utrecht. De eerste deelnemer voor West werd LIEN, met het liedje Waar ben je dan. Het duo kreeg 65% van de stemmen en wist zo de overige twee finalisten te verslaan. In Utrecht verging het West niet goed. De jury's waren niet zo enthousiast over de inzending en gaven maar 43 punten. De televoters waren nog strenger voor West en plaatsten de regio op de laatste plaats. LIEN wist zo twaalfde te eindigen, net boven de laatste plaats.
In 2024 werd het Regio Songfestival in Limburg georganiseerd. De groep Kopsmart werd de winnaar van de selectie en mocht zodoende naar Maastricht afzakken. Op het festival kwam de regio als vijfde aan de beurt. Ditmaal verging het West beter. De jury's plaatsten het lied Ier lêt me ‘art op de zesde plaats, waarbij vanuit Drenthe zelfs twaalf punten kwamen. Door een minder resultaat bij de televoters, zakte West nog een plaats waardoor de regio zevende eindigde.

## Deelnames van West
| Jaar | Artiest  | Lied            | Plaats | Punten | Taal        |
| ---- | -------- | --------------- | ------ | ------ | ----------- |
| 2023 | LIEN     | Waar ben je dan | 12     | 49     | Nederlands  |
| 2024 | Kopsmart | Ier lêt me ‘art | 7      | 110    | Schevenings |
| 2025 |          |                 |        |        |             |

| Kleur | Betekenis      |
| ----- | -------------- |
|       | Eerste plaats  |
|       | Tweede plaats  |
|       | Derde plaats   |
|       | Laatste plaats |
|       | Gastprovincie  |

## Twaalf punten
(Een vetgedrukte editie betekent dat die regio die editie won.)
| Aantal | Land      | Edities |
| ------ | --------- | ------- |
| 1      | Friesland | 2024    |
| 1      | Limburg   | 2023    |

| Aantal | Land    | Edities |
| ------ | ------- | ------- |
| 1      | Drenthe | 2024    |

Drenthe · Flevoland · Friesland · Gelderland · Groningen · Limburg · Noord-Brabant · Noord-Holland · Overijssel · Rijnmond · Utrecht · West · Zeeland